# 曾弼
曾弼（?—?），贛州（今屬江西）人。
曾准之子。曾幾之兄。崇寧二年（1103年）進士。官至提舉京西南路學事，在巡察时溺死。曾弼無後，朝廷以其弟曾幾为仕郎，在吏部应试。